# Koobi Fora
Koobi Fora est le nom d'une vaste zone fossilifère du Kenya. Elle est située sur la rive orientale du lac Turkana dans le territoire du peuple Gabbra. Selon les Musées nationaux du Kenya, son nom vient de la langue des Gabbra, le borana : « dans la langue du peuple Gabbra qui vit près du site, le terme Koobi Fora signifie « l'endroit où poussent les Commiphora et la source de la myrrhe ». » Il s'agit d'un affleurement de sédiments du Pliocène-Pléistocène, composés d'argile, de siltite et de grès, lesquels contiennent de nombreux fossiles de mammifères terrestres, dont ceux des plus anciens Hominini. Le terrain érodé, caractéristique de badlands, est parcouru par des cours d'eau non permanents qui se jettent dans le lac Turkana. 
En 1968, Richard Leakey établit un camp de base pour des fouilles archéologiques sur une langue sableuse qui s'avance dans le lac. Par la suite, en 1973, le gouvernement kényan crée le parc national de Sibiloi pour protéger la zone, sa faune et sa flore outre les fossiles, et établit le quartier général des Musées nationaux du Kenya à l'endroit où Leakey avait installé son camp. Les explorations et les fouilles se poursuivent sous l'égide du Koobi Fora Research Project (KFRP), en collaboration avec plusieurs universités du monde entier.
À l'origine, Koobi Fora désigne le premier site archéologique ou bien la langue sableuse. Le terme englobe aujourd'hui tout le parc national de Sibiloi. On utilise aussi l'expression East Turkana.
La couche sédimentaire a une épaisseur de 560 mètres et couvre la période allant d'environ 4,3 à 0,6 Ma.

## Sites et artefacts

### Sites
La nomenclature des découvertes faites à Koobi Fora est la suivante, selon le système développé par l'archéologue Glynn Isaac. La région est divisée en « zone de collecte » de fossiles (par exemple, zone 102) ; les zones contiennent des sites, localisés par un système de coordonnées à quatre lettres, FxJj par exemple. Il s'agit d'un endroit à l'intersection de x et j, à l'intérieur de la zone, plus large, située à l'intersection de F et J. Les sites sont désignés par un numéro d'ordre, donnant ainsi une localisation de type FxJj 10. Les spécimens sont identifiés par le nom de NMK (pour national museums of Kenya) et ER ou ET (pour east Rudolf ou east Turkana, Rudolf étant l'ancien nom du lac Turkana). Par exemple, c'est dans la zone 131 que le crâne d'hominini KNM-ER 1470 a été trouvé, 1470 étant la « localité » de découverte. À partir des années 2000, le KFRP commence à utiliser des coordonnées GPS pour identifier et localiser ses trouvailles.

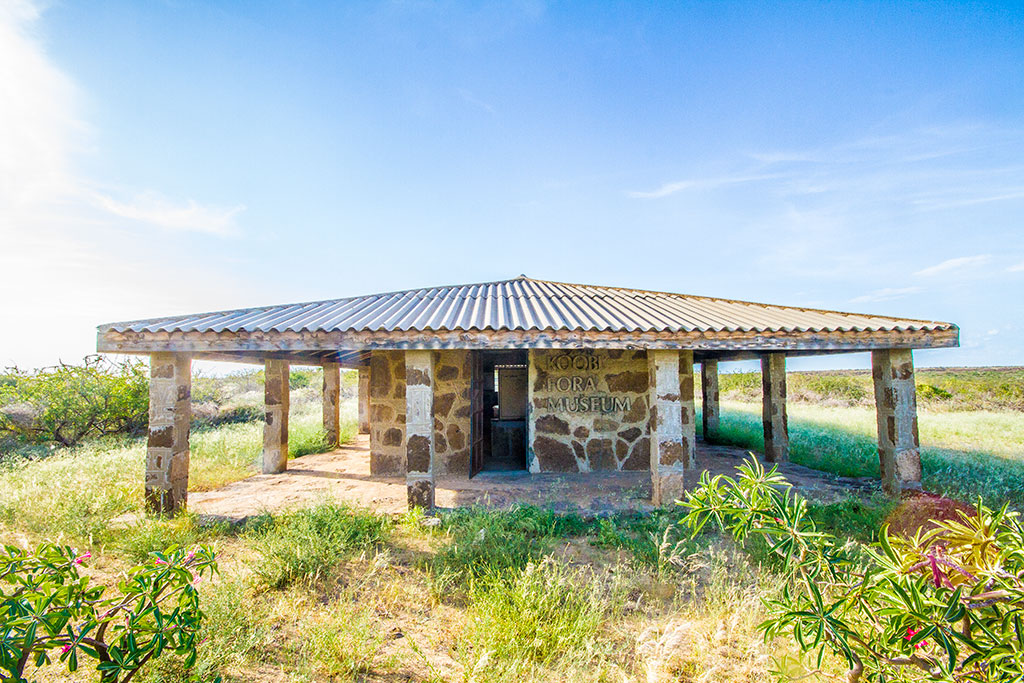
Musée dans le parc national de Sibiloi.

Les sites les plus connus comprennent le premier site, FxJj 1, qui se trouve dans la zone 105 ; il est surnommé « site KBS », pour  « Kay Behrensmeyer Site », en hommage à Kay Behrensmeyer (en), le premier chercheur ayant trouvé des outils en pierre à cet endroit. La zone 131 est, quant à elle, l'endroit où a été trouvé le crâne 1470, par Bernard Ngeneo en 1972, reconstruit par Meave Leakey, et décrit comme Homo habilis par Richard Leakey en tant que potentiel premier représentant du genre Homo. Sa classification, en concurrence avec celle d'Homo rudolfensis, trouvé par Richard Leakey sous une couche de tuf datée de 1,89 Ma de la zone KBS, est encore discutée.

### Fossiles d'Hominina
Afin de fouiller cette très grande zone, Richard Leakey met sur pied une équipe locale, appelée The hominid gang, sous la direction de Kamoya Kimeu, chargée des fouilles. L'équipe a trouvé la majeure partie des plus de deux cents fossiles découverts à ce jour.
Koobi Fora est connu pour ses spécimens du genre Homo, mais on y a trouvé aussi des représentants du genre Australopithecus.
| Espèce                     | Dates (locale) | Spécimen                                                                   | Notes |
| -------------------------- | -------------- | -------------------------------------------------------------------------- | --- |
| Australopithecus anamensis | 4.2–3.9 Ma     | 30731, 30744, 30745, 30750, 35228, 35231, 35232, 35233, 35235, 35236, 3538 | Trouvés à Allia Bay. Premiers indices de la démarche bipède. |
| Paranthropus boisei        | 2.1–1.1 Ma.    | KNM-ER 406, 729, 13750, KNM-ER 23000, KNM-ER 732                           | |
| Homo habilis               | 1.9–1.6 Ma     | KNM-ER 1813, 1501, 1502, 1805, 1808,.                                      | Certains spécimens ont été reclassés dans l'espèce Homo rudolfensis. Habilis est considéré comme le plus ancien des Homo.                                                                                                  |
| Homo rudolfensis           | 1.9–1.6 Ma     | KNM-ER 1470, 1912, 1590, 3732, 1801, 1802, 1472                            | La classification entre Rudolfensis et Kenyanthropus platyops est toujours discutée. Dans la mesure où le spécimen 1470 a été trouvé en-dessous de la couche de tuf de KBS, certains le datent de 2,3 à 2,4, voire 2,5 Ma. |
| Homo ergaster              | 1.8–1.4 Ma     | KNM-ER 992, 730, 731, 819, 820, KNM-ER 3733, KNM-ER 3883                   | Considéré comme un « pré-Erectus » si ce n'est le premier des Homo erectus. Certains considèrent Ergaster comme l'« Erectus africain ».                                                                                    |

Australopithecus et Homo semblent avoir coexisté en Afrique pendant plusieurs centaines de milliers d'années, se nourrissant à partir de sources différentes. Il semble que le genre Australopithecus ait évolué en Afrique de l'Est il y a environ quatre millions d'années avant de se répandre sur tout le continent pour finalement s'éteindre il y a environ deux millions d'années.

### Outils en pierre
De nombreux outils en pierre ont été découverts à Koobi Fora, tant en surface que dans des abris. Ils ne sont que rarement formellement associés à des Hominidés bien qu'aucune autre possibilité n'existe cependant. Les outils sont de type Acheuléen ou Oldowayen.  On les désigne localement sous les terminologies de KBS Industry, Karari Industry et Early Acheulean Industry.

Les premières études sont dues à J. W. K. Harris, Nicholas Toth et Glynn Isaac. Elles montrent l'efficacité croissante des Hominidés quant à la fabrication des outils ; leur « rendement » est mesuré notamment par la longueur des tranchants obtenus rapportée à la masse de la pierre d'origine.

## Stratigraphie
La Formation de Koobi Fora correspond à un dépôt sédimentaire d'environ 600 mètres d'épaisseur. Les sédiments datent du Plio-Pleistocène et couvrent une période allant d'environ 4 Ma à 0,7 Ma  ; ils reposent sur un socle en basalte datant du Pliocène. L'ensemble est subdivisé en huit « membres géologiques », délimités par du tuf hydraté, intercalé dans les sédiments.
La plupart des plus anciens fossiles proviennent de la couche supérieure du membre géologique Burgi, du membre KBS et du membre Okote. Ces membres reflètent les changements environnementaux dans le bassin du Turkana, qui connait des lacs et des deltas à l'époque du Burgi puis des rivières et des plaines inondables à celle d'Okote.
La stratigraphie de la Formation de Koobi Fora est l'une des plus connues et des mieux calibrées d'Afrique de l'Est,. Les controverses concernant l'âge du tuf du KBS, durant les années 1970, a permis le développement des datations géologiques modernes, par le potassium-argon et l'argon-argon. La géochronologie et l'étude de l'évolution des mammifères, exceptionnellement bien corrélées, font de Koobi Fora une norme pour l'interprétation de la biochronologie, des changements environnementaux et de l'écologie du Pliocène et du Pleistocène en Afrique de l'Est.

### Membres géologiques
Un membre géologique se réfère, en l'occurrence, aux couches sédimentaires contenues entre deux couches de tuf volcanique ; la couche inférieure de tuf sert à dater le début de la période couverte par le « membre » et le matériel paléontologique et archéologique qu'on y trouve. Au-delà de Koobi Fora, le tuf sert généralement à dater les sites fossilifères d'hominidés d'Afrique de l'Est.
Les huit membres de Koobi Fora sont :
- Chari (1,39-0,6 Ma)
- Okote  (1,64-1,39 Ma). Les sites notables d'Okote sont FwJj70, qui a fourni les preuves de l'accès précoce des hominidés à la consommation de moelle osseuse et de la concurrence avec d'autres consommateurs carnivores[20] et le complexe du site FwJj20 qui a fourni des preuves de l'utilisation du feu vers 1,5 Ma[21].
- KBS (1,89-1,64 Ma), où on a découvert des structures interprétées comme résultant des activités d'excavation de nids par des poissons[22].
- Burgi (2,6-1,89 Ma) recelait KNM-ER 64060, qui présente une dentition similaire à celles de OH 7 et OH 16 qui sont des Homo habilis attestés[23].
- Tulu Bor (3,35-2,6 Ma). Une découverte notoire est celle de fragments d'un crâne d'Australopithecus afarensis dans la zone 117, qui comble un écart important dans la distribution géographique de l'espèce entre l'Éthiopie et la Tanzanie[24].
- Lokochot (3,5-3,35 Ma)
- Moiti (4,1-3,5 Ma)
- Lonyumun (4,3-4,1 Ma)